# トム・フェーレルス
トム・フェーレルス（Tom Veelers、1984年9月14日 - ）は、オランダ、オーファーアイセル州出身の自転車競技（ロードレース）選手。

## 経歴
1998年
- オランダ選手権ロードレースジュニア優勝

1999年
- オランダ選手権ロードレースアマチュア優勝

2002年
- オランダ選手権ロードレースジュニア優勝